# Mont Seigne
Pour les articles homonymes, voir Seigne (homonymie).
Le mont Seigne, avec 1 121 ou 1 128 m, est le deuxième plus haut sommet du Lévézou. Il se situe en France sur la commune de Saint-Laurent-de-Lévézou dans le département de l'Aveyron en région Occitanie.